# Турий Рог
Ту́рий Рог (ранее также Воронежское)— село в Ханкайском районе Приморского края России.

## География
Расположено на северо-западном берегу озера Ханка около мыса Хижинский. Высота села — 82 м на уровнем моря. Севернее села протекает река Тур.
Находится в 60 км севернее районного центра, села Камень-Рыболов. Рядом с селом проходит государственная граница с КНР (провинция Хэйлунцзян), при селе расположены одноимённые погранзастава и пограничный пункт пропуска. Село является конечным пунктом автодороги А182, рядом расположена железнодорожная станция Турга Дальневосточной железной дороги.
| Солнечное сияние, часов за месяц. | Солнечное сияние, часов за месяц. | Солнечное сияние, часов за месяц. | Солнечное сияние, часов за месяц. | Солнечное сияние, часов за месяц. | Солнечное сияние, часов за месяц. | Солнечное сияние, часов за месяц. | Солнечное сияние, часов за месяц. | Солнечное сияние, часов за месяц. | Солнечное сияние, часов за месяц. | Солнечное сияние, часов за месяц. | Солнечное сияние, часов за месяц. | Солнечное сияние, часов за месяц. | Солнечное сияние, часов за месяц. |
| Янв                               | Фев                               | Мар                               | Апр                               | Май                               | Июн                               | Июл                               | Авг                               | Сен                               | Окт                               | Ноя                               | Дек                               | Год                               |                                   |
| 176                               | 191                               | 220                               | 210                               | 203                               | 220                               | 224                               | 229                               | 223                               | 208                               | 173                               | 163                               | 2440                              |                                   |
| --------------------------------- | --------------------------------- | --------------------------------- | --------------------------------- | --------------------------------- | --------------------------------- | --------------------------------- | --------------------------------- | --------------------------------- | --------------------------------- | --------------------------------- | --------------------------------- | --------------------------------- | --------------------------------- |

## История
Село было основано 5 мая 1859 года, когда подполковник Константин Будогосский поставил на устье река Тур (Белинхе) военный пост, послуживший исходной точкой для прохождения границы, которая была проведена в 1861 году. Исследуя в 1867 году Южно-Уссурийский край Н. М. Пржевальский заметил: 
Самое лучшее из всех поселений не только на берегах Ханки, но и во всем Южно-Уссурийском крае есть бесспорно деревня Турий Рог… Принявшись с энергией за устройство своего быта, жители деревни уже достигли того, что имеют почти все необходимые домашние обзаведения, живут довольно хорошо и в будущем могут надеяться на еще большее довольство.
В 1863 году рядом с военным постом крестьяне основали и гражданское селение Воронежское, позднее переименованное в Турий Рог.  Бок о бок со славянами селились и корейцы. К 1929 году в поселении насчитывалось 78 хозяйств и 500 человек населения.

## Население
| 1868 | 1915 | 2002 | 2005 | 2010 |
| ---- | ---- | ---- | ---- | ---- |
| 241  | ↗455 | ↗669 | ↘655 | ↘472 |

Национальный состав
Население села — преимущественно русские и украинцы.

## Инфраструктура
Школа, сельский дом культуры, фельдшерско-акушерский пункт. В селе 6 улиц и 3 переулка, имеется метеостанция.

## В литературе
- Юрий Ильинский. Застава «Турий Рог». (повесть)[15]